# Claude Puel
Pour les articles homonymes, voir Puel.
Claude Puel, né le 2 septembre 1961 à Castres, dans le Tarn, est un footballeur français, devenu entraîneur. En tant que joueur il occupe le poste de milieu récupérateur et effectue toute sa carrière en 1ère division (Ligue 1) au sein de l'AS Monaco, avec qui il remporte notamment 2 fois le titre de Champion de France et 3 fois vainqueur de la Coupe de France . Toujours avec le club du rocher il est demi-finaliste de la Coupe d'Europe des clubs Champions 1994 (Ligue des champions) C1 . En 1992, l'AS Monaco est finaliste de la Coupe d'Europe des vainqueurs de Coupes C2, Claude Puel qui a joué tous les matchs ne dispute cependant pas la finale (étant blessé) . Enfin, il remporte le Trophée des champions en 1985 et est finaliste de la Coupe de la ligue en 1984.
Comme entraîneur, il dirige d'abord le club monégasque pendant deux ans, avec lequel il remporte le championnat en 2000, puis le Lille OSC (six ans) et l'Olympique lyonnais (trois ans), avec lesquels il finira vice-champion de France ainsi que vainqueur de la Coupe Intertoto et demi-finaliste de la Ligue des champions, jusqu'en 2011. Après une saison sabbatique, il est nommé officiellement entraîneur général de l'OGC Nice en 2012, une fonction qu'il occupe pendant quatre ans. Il tente l'aventure à l'étranger au cours de la saison 2016-2017, dirigeant le Southampton FC avec qui il est finaliste de la Coupe de la Ligue anglaise en 2017 avant de prendre la tête de Leicester City fin octobre 2017. Après deux saisons dans le club anglais, il est nommé entraîneur et manager général de l'AS Saint-Étienne le 4 octobre 2019.
Ses fils Grégoire et Paulin sont également footballeurs.
Le 5 décembre 2021, après un début de saison catastrophique (douze journées consécutives sans victoire), Claude Puel est demis de ses fonctions d'entraîneur de l'AS Saint-Étienne.

## Biographie

### Joueur
Claude Puel commence le football au Castres FC où il est remarqué par l'AS Monaco dont il intègre le centre de formation en 1977. Il dispute son premier match professionnel lors de la saison 1979-1980. Il joue au total 601 matchs officiels, dont 488 de championnat avec Monaco de 1979 à 1996. Il est un élément incontournable de l'ASM où il passe toute sa carrière. Au poste de milieu récupérateur, il est connu pour sa forme physique hors norme et sa grande assiduité lors des entraînements physiques. Il gardera cette réputation par la suite quand il deviendra entraîneur.
Avec l'AS Monaco il remporte notamment 2 fois le titre de Champion de France (Ligue 1) et également 3 fois vainqueur de la Coupe de France avec le club du Rocher . Au niveau européen, avec l'AS Monaco il est demi-finaliste de la Coupe d'Europe des clubs Champions 1994 (Ligue des champions) C1 . En 1992, l'AS Monaco est finaliste de la Coupe d'Europe des vainqueurs de Coupes C2, Claude Puel qui a joué tous les matchs ne dispute cependant pas la finale (étant blessé) . Enfin, il remporte le Trophée des champions en 1985 et est finaliste de la Coupe de la ligue en 1984.
Claude Puel a porté une fois le maillot de l’équipe de France de football, lors d'un match non officiel entre les Bleus et les Girondins de Bordeaux, à l'occasion du jubilé Marius Trésor au Parc Lescure de Bordeaux le 15 juillet 1985.

### Carrière d'entraîneur

#### AS Monaco (1999-2001)
Sa carrière d'entraîneur commence en janvier 1999 à l'AS Monaco, après avoir été successivement préparateur physique et entraîneur de l'équipe réserve du club. À la tête de l'équipe, il remporte le titre de Champion de France avec des joueurs tels que Ludovic Giuly, David Trezeguet, Marco Simone ou Marcelo Gallardo. La saison suivante étant nettement moins glorieuse, son contrat n'est pas renouvelé. En juin 2001, il quitte alors Monaco après 24 ans de service, en tant que joueur puis entraîneur.

#### LOSC Lille (2002-2008)
C'est le 29 avril 2002 qu'il retrouve un poste d'entraîneur de Ligue 1, au LOSC Lille, poste qu'il occupe jusqu'en juin 2008. Durant ses six saisons dans le nord de la France, il parvient à qualifier le club pour la Ligue des champions à deux reprises, dont une victoire historique pour un club français au stade San Siro contre l'équipe de l'AC Milan déjà qualifiée en 2006 et un huitième de finale en 2007 contre Manchester United. Le club termine par ailleurs à la deuxième place du championnat en 2005, son meilleur classement depuis le dernier titre de 1954.

#### Olympique Lyonnais (2008-2011)
Claude Puel succède à Alain Perrin et prend les rênes de l'Olympique lyonnais à l'été 2008. L'OL, sept fois champion de France consécutivement, compte sur Puel pour franchir un nouveau palier et enfin atteindre les sommets européens. C'est pourquoi il signe un contrat de quatre ans avec la fonction d'« entraîneur général ». Après des débuts encourageants, où les Gones sont en tête du championnat de France et sont qualifiés pour les huitièmes de finale de la Ligue des champions, l'équipe lyonnaise sombre peu à peu. Lyon cède finalement le titre, qu'il détenait depuis 2002, aux Girondins de Bordeaux mais se qualifie pour le tour préliminaire de la Ligue des champions. Après une saison sans titre, alors que son prédécesseur avait réalisé le doublé Coupe-Championnat, Claude Puel est confirmé dans ses fonctions.
Lors de la saison 2009-2010, Claude Puel façonne une équipe selon ses volontés, dépense ainsi 72 000 000 euros au mercato estival en recrutant Lisandro López, Aly Cissokho, Michel Bastos et Bafétimbi Gomis  Il devient également le premier entraîneur de l'histoire du club à qualifier l'Olympique lyonnais pour les demi-finales de la Ligue des champions.
Durant la saison 2010-2011, il est de plus en plus contesté, sous pression à la suite du plus mauvais départ de l'Olympique lyonnais depuis 15 ans malgré de lourds investissements et une défaite à Lyon contre le rival stéphanois lors du 100e derby de l'histoire (0-1).
Malgré ces échecs - trois années successives sans titre, une première depuis 2001 - il est maintenu par le président Jean-Michel Aulas durant toute la saison et ce n'est que le 15 juin 2011 qu'une procédure de rupture de contrat est engagée,. Il quitte ses fonctions le 20 juin 2011.
Il engage une procédure en référé devant le conseil des prud'hommes de Lyon pour obtenir le versement de près de 5 millions d'euros correspondant à une année de salaires et à des dommages et intérêts pour préjudice moral et professionnel : le rejet de cette demande en première instance en décembre 2011 est confirmé en appel le 28 septembre 2012. En mars 2014, devant le conseil des prud'hommes de Lyon, il est débouté de l'ensemble de toutes ses demandes d’indemnités liés à son licenciement, qui se montaient à près de sept millions d'euros. Le 10 février 2015, la cour d'Appel de Lyon confirme le jugement des conseils de Prud'hommes ; deux jours plus tard, Claude Puel annonce se pourvoir en cassation. En juin 2016, la cour de cassation rejette toutes ses demandes d'indemnisations de licenciements. Cet arrêt mettant un terme définitif à la procédure judiciaire.

#### OGC Nice (2012-2016)
Le 24 mai 2012, Claude Puel devient l'entraîneur de l'OGC Nice. Le 31 octobre, il rencontre son ancienne équipe, l'Olympique lyonnais, en huitièmes de finale de la Coupe de la Ligue (score de 3-1 pour les Niçois). Lors de cette saison, il fait jouer à son fils Grégoire son premier match de Ligue 1 contre le SC Bastia.
La saison 2012-2013 s'avère extrêmement brillante pour le nouvel entraîneur avec une quatrième place en championnat et une qualification en Coupe d'Europe que le club niçois n'avait plus décrochée depuis des décennies.
La saison 2013-2014 débute par une élimination en barrages de la Ligue Europa. En championnat, l'OGC Nice réalise un bon début de saison avant de connaître une série historique de sept défaites consécutives qui fait reculer le club en seconde partie de tableau. Après la trêve, et face à des performances en demi-teinte, les choix de Claude Puel commencent à être discutés,. En coupes, l'OGCN, peu favorisé par le tirage au sort qui ne lui désigne que des adversaires mieux classés, réalise un parcours honorable avec des victoires à l'extérieur face au FC Nantes et l'Olympique de Marseille. Lors de cette saison, il fait également débuter ses deux fils en équipe première ce qui provoque des critiques parmi certains supporteurs qui l'accusent de favoritisme,.
La saison suivante, il prolonge mi-octobre son contrat d'un an supplémentaire avec l'OGC Nice, le club est alors onzième du championnat. Dans le cadre de la 11e journée de Ligue 1, il dispute au stade de Roudourou, face à l'EA Guingamp, son 1 000e match de première division en tant que joueur puis entraîneur (488 en tant que joueur, 512 en entraîneur), l'OGCN remporte cette rencontre sur le score de sept buts à deux.
Après une quatrième place lors du championnat 2015-2016, il quitte le club d'un commun accord avec ses dirigeants.

#### Southampton FC (2016-2017)
Le 30 juin 2016, Claude Puel devient l'entraîneur du Southampton FC, avec qui il signe un contrat de trois ans.
Pour sa première année dans un championnat étranger, Puel parvient à hisser son équipe en finale d'une coupe, après avoir éliminé Liverpool, ils affrontent Manchester United en finale de la League Cup au stade de Wembley. Ils échouent finalement à l'emporter face aux Red Devils (défaite 2-3). Malgré une première saison prometteuse bouclée à la huitième place en Premier League, il est limogé le 14 juin 2017. Parmi les raisons de son éviction, on compte l'élimination dès la phase de groupes de la Ligue Europa ainsi qu'un total de points moins satisfaisant en championnat que la saison précédente sous Ronald Koeman (6e avec 63 points, soit 17 de plus) alors que le manager français a dû composer sans Sadio Mané parti à Liverpool, Wanyama (Tottenham) et Pellè (Shandong Luneng). Sont également évoqués des reproches des dirigeants sur la qualité de jeu proposé et un management jugé trop rigide, accompagnés d'une défiance de certains cadres du vestiaire, notamment Dušan Tadić.

#### Leicester City (2017-2019)
Le 25 octobre 2017, il rebondit à la tête de Leicester City, y succédant à Craig Shakespeare, limogé le 14 octobre, faute de résultats. Il prend en main le club classé quatorzième de Premier League avec deux victoires acquises en neuf rencontres. Son premier match se solde par une victoire deux buts à zéro face à Everton FC.
Le 27 octobre 2018, alors que son équipe est en difficultés en championnat, le technicien décide de se priver de Jamie Vardy au coup d'envoi contre West Ham, provoquant la colère de ce dernier. Il le fait finalement entrer à la mi-temps et son équipe obtient un résultat nul (1-1). Au soir de cette rencontre, le club est secoué par la mort de son propriétaire Vichai Srivaddhanaprabha dans le crash de son hélicoptère qui venait de décoller du stade.
Le 24 février 2019, il est démis de ses fonctions. C'est la première fois qu'il se fait remercier en pleine saison en près de vingt ans de carrière.

#### AS Saint-Étienne (2019-2021)
À la suite des mauvais résultats de son prédécesseur, Ghislain Printant, Claude Puel est nommé manager général et entraîneur de l'AS Saint-Étienne le 4 octobre 2019 ; il est notamment accompagné de son ancien adjoint à Leicester City, Jacky Bonnevay, ainsi que du directeur général lors de son aventure lilloise, Xavier Thuilot. Le nouveau coach stéphanois dirige son premier match deux jours plus tard, lors du derby contre l'Olympique lyonnais, son ancien club, au stade Geoffroy-Guichard ; après une rencontre très fermée, les Verts l'emportent sur le score de 1-0 à la dernière minute. Le 17 octobre, Puel intègre officiellement le Directoire du club, en compagnie de Thuilot.
En mars 2020, les Verts occupent la 17e place du classement à la 28e journée de championnat lorsque celui-ci est arrêté officiellement, en raison de la pandémie de Covid-19.
Le 17 septembre 2020, il dirige face à l'Olympique de Marseille son 600e match de Ligue 1 en tant qu'entraîneur. Coach le plus expérimenté en activité, il ne lui manque plus que trois rencontres pour égaler Jean Fernandez et entrer dans le top 5 de l'histoire des entraîneurs ayant dirigé le plus de match dans l'élite. Les Stéphanois finissent à la 11e place du championnat à la fin de cette saison.
Le 22 octobre 2021 , après dix matchs sans victoire et seulement 4 points, l'ASSE pointe à la dernière place du classement. Les supporters réclament son  départ et envahissent la pelouse au début du match contre le SCO d'Angers. Ils lancent des fumigènes qui endommagent les filets des deux buts et brûlent par endroits la pelouse. Après intervention des CRS, le match démarre avec une heure  de retard.
Il est démis de ses fonctions par le club le 5 décembre suivant en raison des mauvais résultats et de la cuisante défaite 5-0 contre le Stade rennais.

## Palmarès

### Joueur
Claude Puel effectue toute sa carrière sous les couleurs de l'AS Monaco. Il dispute avec ce club 486 matchs en Championnat de France (1ère division soit Ligue 1), ce qui en fait le 24e joueur le plus capé du Championnat de France. Il remporte avec les Monégasques 2 fois le titre de Champion de France en 1982 et 1988, et vice-champion en 1984, 1991 et 1992. Toujours avec le club du rocher il gagne aussi 3 fois la Coupe de France en 1980, 1985 et 1991, finaliste de la compétition en 1984 et 1989.
Au niveau européen, avec l'AS Monaco il est demi-finaliste de la Coupe d'Europe des clubs Champions 1994 (Ligue des champions) C1 . En 1992, l'AS Monaco est finaliste de la Coupe d'Europe des vainqueurs de Coupes C2, Claude Puel qui a joué tous les matchs ne dispute cependant pas la finale (étant blessé) . Enfin, il remporte le Trophée des champions en 1985 et est finaliste de la Coupe de la ligue (coupe d'été) en 1984.

### Entraîneur
En tant qu'entraîneur de l'AS Monaco, Claude Puel remporte le Championnat de France de football en 2000. La même année, il gagne le Trophée des champions. En 2001, il amène son club en finale de la Coupe de la Ligue.
Avec le Lille OSC, il gagne la Coupe Intertoto en 2004. Le club termine vice-champion de France en 2005. Claude Puel est élu entraîneur de l'année 2005 par France Football et remporte le Trophée UNFP du meilleur entraîneur 2006.
À la tête de l'Olympique Lyonnais, il termine vice-champion de France en 2010 et atteint les demi-finales de la Ligue des champions la même année. Avec ce club, Claude Puel est aussi finaliste du Trophée des champions en 2008.
En tant qu'entraîneur de l'OGC Nice, il amène le club niçois à la quatrième place du championnat en 2013 et qualifie ainsi le « Gym » pour les tours préliminaires de la Ligue Europa, d'où il sera éliminé par un club chypriote. Il termine de nouveau quatrième en 2016, et qualifie l'OGCN cette fois pour la phase de groupe de la Ligue Europa.
En tant qu'entraîneur de Southampton Football Club, il mène le club en finale de la League Cup, mais perd en finale face à Manchester United 3-2.
Avec l'AS Saint-Étienne, il est finaliste de la Coupe de France en 2020 (défaite 1-0 contre le Paris Saint-Germain) .

### Joueur
| Saison                | Club                  | Championnat           | Championnat | Championnat | Coupe nationale | Coupe nationale | Coupe de la Ligue | Coupe de la Ligue | Supercoupe | Supercoupe | Compétition(s) continentale(s) | Compétition(s) continentale(s) | Compétition(s) continentale(s) | Total | Total |
| Saison                | Club                  | Division              | M.          | B.          | M.              | B.              | M.                | B.                | M.         | B.         | Comp.                          | M.                             | B.                             | M.    | B.    |
| 1978-1979             | AS Monaco             | D1                    | 3           | -           | -               | -               | -                 | -                 | -          | -          | C1                             | -                              | -                              | 3     | 0     |
| 1979-1980             | AS Monaco             | D1                    | -           | -           | -               | -               | -                 | -                 | -          | -          | C3                             | -                              | -                              | 0     | 0     |
| 1980-1981             | AS Monaco             | D1                    | 25          | -           | 2               | -               | -                 | -                 | -          | -          | C2                             | 2                              | -                              | 29    | 0     |
| 1981-1982             | AS Monaco             | D1                    | 11          | -           | 3               | -               | -                 | -                 | -          | -          | C3                             | 1                              | -                              | 15    | 0     |
| 1982-1983             | AS Monaco             | D1                    | 28          | -           | 5               | -               | -                 | -                 | -          | -          | C1                             | 2                              | -                              | 35    | 0     |
| 1983-1984             | AS Monaco             | D1                    | 34          | -           | 8               | -               | -                 | -                 | -          | -          | -                              | -                              | -                              | 42    | 0     |
| 1984-1985             | AS Monaco             | D1                    | 37          | 1           | 9               | -               | -                 | -                 | -          | -          | C3                             | 2                              | -                              | 48    | 1     |
| 1985-1986             | AS Monaco             | D1                    | 36          | -           | 1               | -               | -                 | -                 | 1          | -          | C2                             | 2                              | -                              | 40    | 0     |
| 1986-1987             | AS Monaco             | D1                    | 38          | -           | 4               | -               | -                 | -                 | -          | -          | -                              | -                              | -                              | 42    | 0     |
| 1987-1988             | AS Monaco             | D1                    | 33          | -           | 2               | -               | -                 | -                 | -          | -          | -                              | -                              | -                              | 35    | 0     |
| 1988-1989             | AS Monaco             | D1                    | 17          | 1           | 9               | -               | -                 | -                 | -          | -          | C1                             | 5                              | -                              | 31    | 1     |
| 1989-1990             | AS Monaco             | D1                    | 35          | -           | 1               | -               | -                 | -                 | -          | -          | C2                             | 7                              | -                              | 43    | 0     |
| 1990-1991             | AS Monaco             | D1                    | 36          | -           | 5               | -               | -                 | -                 | -          | -          | C3                             | 4                              | -                              | 45    | 0     |
| 1991-1992             | AS Monaco             | D1                    | 33          | 2           | 3               | -               | -                 | -                 | -          | -          | C2                             | 8                              | -                              | 44    | 2     |
| 1992-1993             | AS Monaco             | D1                    | 33          | -           | 3               | -               | -                 | -                 | -          | -          | C2                             | 3                              | -                              | 39    | 0     |
| 1993-1994             | AS Monaco             | D1                    | 34          | -           | 3               | -               | -                 | -                 | -          | -          | C1                             | 11                             | -                              | 48    | 0     |
| 1994-1995             | AS Monaco             | D1                    | 29          | -           | 2               | -               | 3                 | -                 | -          | -          | -                              | -                              | -                              | 34    | 0     |
| 1995-1996             | AS Monaco             | D1                    | 24          | -           | 1               | -               | -                 | -                 | -          | -          | C3                             | 2                              | -                              | 27    | 0     |
| Total sur la carrière | Total sur la carrière | Total sur la carrière | 486         | 4           | 61              | 0               | 3                 | 0                 | 1          | 0          | -                              | 49                             | 0                              | 600   | 4     |

### Entraîneur
| AS Monaco          | 13 janvier 1999  | 30 juin 2001    | 113 | 56  | 24  | 33  | 49,6 |
| Lille OSC          | 1er juillet 2002 | 17 juin 2008    | 299 | 119 | 94  | 86  | 39,8 |
| Olympique lyonnais | 18 juin 2008     | 20 juin 2011    | 156 | 76  | 44  | 36  | 48,7 |
| OGC Nice           | 24 mai 2012      | 24 mai 2016     | 169 | 69  | 38  | 62  | 40,8 |
| Southampton FC     | 30 juin 2016     | 14 juin 2017    | 53  | 20  | 13  | 20  | 37,7 |
| Leicester City     | 25 octobre 2017  | 24 février 2019 | 67  | 23  | 18  | 26  | 34,3 |
| AS Saint-Étienne   | 4 octobre 2019   | 5 décembre 2021 | 78  | 24  | 20  | 35  | 30,8 |
| Total              | Total            | Total           | 935 | 387 | 251 | 297 | 41,4 |